# Salzburger Altstadterhaltungsgesetz
Das Altstadtgebiet der Stadt Salzburg in seiner einzigartigen und charakteristischen Gestalt ist durch das Altstadterhaltungsgesetz landesrechtlich geschützt. Historisch bedeutsam und erhaltenswürdig ist neben der mittelalterlichen Altstadt auch das in der Gründerzeit und zu Beginn des 20. Jahrhunderts bebaute Gebiet. Das Gesetz ist heute auch das landesrechtliche Instrument der Schutzziele des UNESCO-Welterbes Historisches Zentrum der Stadt Salzburg.

## Rechtliche Regelungen
Seit dem Jahr 1967 regelt das Salzburger Altstadterhaltungsgesetz die Bauabwicklung der Altstadt von Salzburg. Novellen des Gesetzes gab es 1980 (Einbeziehung des Gebäudeinneren und der Freiflächen) und 1995 (Erweiterung des Schutzgebietes auf Gründerzeitgebiete). Das Salzburger Altstadterhaltungsgesetz war das erste Gesetz dieser Art in Österreich und wirkte beispielgebend auf Wien (Altstadterhaltungsnovelle zur Bauordnung), Graz (Altstadterhaltungsgesetz) sowie die Länder Salzburg, Tirol, Steiermark, Kärnten und Oberösterreich mit Ortsbildschutzgesetzen.
Zur Durchsetzung dieser Ziele enthält das Gesetz baurechtliche Sonderbestimmungen für die Erhaltung von Bauten, die für das charakteristische Gepräge des Stadtbildes oder das Stadtgefüge von Bedeutung sind sowie Bestimmungen zur Gestaltung von sonstigen Bauten und Freiflächen.
Für den Vollzug des Gesetzes ist die Magistratsabteilung 5, Raumplanung und Baubehörde, der Stadtgemeinde Salzburg zuständig. Die Behörden beziehen dabei vor der behördlichen Erledigung (Bescheid, Verordnung) ein Gutachten der Sachverständigenkommission ein. Durch Beratungsgespräche werden Verfahren verkürzt und Probleme möglichst einvernehmlich gelöst.
Das Gebiet der Schutzzonen I und II umfasst etwa  330 Hektar. Von den dortigen 1400 Bauten sind etwa 1000 als charakteristisch eingestuft.

## Die Sachverständigenkommission
Als unabhängiges Gutachtergremium wurde beim Amt der Landesregierung die Sachverständigenkommission eingerichtet. Sie setzt sich aus Fachleuten der Architektur, des Baugewerbes, des Stadtbildes und der Kunstgeschichte zusammen. Die fünf Hauptmitglieder und die Ersatzmitglieder werden für fünf Jahre bestellt: Je zwei Fachleute werden dabei von der Stadt Salzburg und von der Landesregierung und  ein Mitglied vom Bundesdenkmalamt bestellt. Durchschnittlich werden jedes Jahr 300–400 Begutachtungen abgewickelt. Die erforderliche Beratungstätigkeit einschließlich der Anfragen erfordert jährlich 45 Sitzungen mit insgesamt 900–1000 Tagesordnungspunkten. Die Beurteilung erstreckt sich auf alle Fragen der historisch wertvolle Bausubstanz und die für Stadtbild und Stadtgefüge maßgeblichen Fragen. Nur geringfügige Maßnahmen (Steckschilder, Werbemaßnahmen, Markisen) sind ausgenommen.
1983 fand die Arbeit der Kommission international Anerkennung durch Verleihung des Europapreises für Denkmalpflege.
Sachverständigenkommission und Gestaltungsbeirat der Stadt Salzburg,
der seit 1983 für Großprojekte außerhalb der Schutzzone zuständig ist, und viele der derzeitigen prominenten Bauprojekte Salzburgs betreut, befinden sich immer wieder in Konflikt, auch eine Zusammenlegung der beiden Institutionen wurde wiederholt diskutiert.
Auch die Kommunikation zwischen den städtischen Institutionen und den für das UNESCO-Welterbe zuständigen World Heritage Committee und ICOMOS, und dem Bundesdenkmalamt wird wiederholt als wenig zufriedenstellend beurteilt.

## Der Altstadterhaltungsfonds
Der Altstadterhaltungsfonds hat die Aufgabe, Erhaltung und Pflege der Gestalt, Baustruktur und Bausubstanz im Schutzgebiet zu fördern und die vielfältigen urbanen Funktionen im Lebensraum der Stadt zu bewahren und zu entfalten. Er hat eine eigene Rechtspersönlichkeit und seinen Sitz in der Stadt Salzburg.
Der Fonds wird im Wesentlichen aus Zuwendungen des Landes und der Stadt Salzburg gespeist. Die Förderung wird auf Grund eines Rechtsanspruches oder als freie Förderung gewährt. Die Förderung auf Grund des Rechtsanspruches umfasst bei charakteristischen Bauten etwa jene Mehrkosten, die über die ordnungsgemäße Erhaltung des Baus hinausgehen.
Zuständig für baurechtliche und Fragen zum Altstadterhaltungsfonds ist der
Magistrat der Stadt Salzburg, Sekretariat Altstadtbereich.
Fragen zur Gestaltung der historischen Bausubstanz bzw. zu ihrer Übereinstimmung mit dem Altstadterhaltungsgesetz beantwortet das Referat Altstadterhaltung – Geschäftsstelle der Sachverständigenkommission beim Amt der Salzburger Landesregierung, Chiemseegasse 6.